# Tyrotama fragilis
Tyrotama fragilis är en spindelart som först beskrevs av Lawrence 1928.  Tyrotama fragilis ingår i släktet Tyrotama och familjen Hersiliidae. Inga underarter finns listade i Catalogue of Life.